# Arnošt Alois Till
D. Arnošt Alois Till, O.Praem. (26. listopadu 1915, Cakov – 12. října 1995, Brno) byl český (resp. moravský) římskokatolický duchovní, novoříšský premonstrát, perzekvovaný v době komunistického režimu.

## Životopis
Studoval na gymnáziu v Brně, v posledním ročníku přestoupil na přání rodičů na gymnázium v Prostějově, kde odmaturoval 17. června 1936. V říjnu téhož roku nastoupil na právnickou fakultu Masarykovy univerzity v Brně, kde studoval až do uzavření českých vysokých škol. V září 1939 vstoupil do kláštera v Nové Říši, jednoduché sliby složil 20. září 1940. Teologii studoval na biskupském diecézním bohosloveckém učilišti v Brně. 
Na kněze byl vysvěcen 29. července 1945 v brněnské katedrále. Jeho světitelem byl olomoucký pomocný biskup Stanislav Zela. Dne 1. září 1945 byl ustanoven kooperátorem v Brně-Zábrdovicích. Na konci roku 1951 přišel do Židenic, aby nahradil kaplana Bedřicha Krumpa, který musel nastoupit k PTP. Během následujícího roku se po zatčení zdejšího duchovního Bohuslava Němčanského stal na půl roku správcem židenického kostela. V říjnu 1952 se vrátil opět do Zábrdovic a po zatčení faráře Jana Valáška se stal tamějším administrátorem.
V roce 1958 byl odsouzen na dva a půl roku vězení za vytvoření možnosti při řeholní formaci mladých premonstrátů v prostorách fary. Byl propuštěn na amnestii 9. května 1960. Poté pracoval jako dělník v Elektrotechnických závodech Julia Fučíka v Brně, dále
v Maloměřické cementárně a v kamenolomu u Líšně, a to až do důchodu, do něhož odešel 1. června 1976. V roce 1966 obdržel státní souhlas k výpomoci v duchovní správě v Brně-Komíně. Po pěti letech mu byl státní souhlas byl odňat a opětovně navrácen
až v roce 1987 pro farnost v Brně-Zábrdovicích. Ke dni 1. října 1991 byl v Brně-Židenicích ustanoven jako kooperátor. Tím byl až do července 1994, na zdejší faře žil až do své smrti.
Jako duchovní se věnoval především výchově mládeže. Byl vůdcem a duchovním skautského oddílu působícího v Brně-Židenicích. V roce 1969 se podílel na výstavbě skautské klubovny tohoto oddílu na pozemku farnosti nad Hrozňatovou ulicí. 